# Partidul Unității Socialiste din Germania
Partidul Unității Socialiste din Germania (în germană Sozialistische Einheitspartei Deutschlands, pronunțat [zotsi̯aˈlɪstɪʃə ˈʔaɪnhaɪtspaʁˌtaɪ ˈdɔʏtʃlants] ⓘ; SED, pronunțat [ˌɛsʔeːˈdeː] ⓘ) a fost partidul care a condus Republica Democrată Germană (Germania de Est) de la fondarea sa în 1949 până la dizolvare după revoluția pașnică din 1989. A fost un partid comunist marxist-leninist, fondat în 1946 după fuziunea unor aripi din Germania de Est ale Partidului Comunist din Germania și ale Partidului Social Democrat German.
RDG a fost un stat monopartid. Alte partide instituționale aparținând de un front popular li s-a permis să existe în alianță cu SED; aceste partide au inclus Uniunea Creștin Democrată, Partidul Liberal Democrat, Partidul Democrat al Fermierilor și Partidul Național Democrat. Aceste partide au fost în mare parte supuse SED și au trebuit să accepte „rolul de conducere” al SED ca o condiție a existenței lor. Unul dintre cele mai rigide partide staliniste din blocul sovietic, SED a respins politicile de liberalizare ale liderului sovietic Mihail Gorbaciov, cum ar fi perestroika și glasnost în anii 1980, care ar duce la izolarea RDG de restructurarea URSS și la prăbușirea partidului în toamna anului 1989.
SED a fost organizat oficial pe baza centralismului democratic. Teoretic, cel mai înalt organ al SED era Congresul Partidului, convocat la fiecare cinci ani. Când Congresul Partidului nu era în sesiune, Comitetul Central era organul cel mai înalt, dar întrucât organismul se întrunea în mod normal doar o dată pe an, majoritatea sarcinilor și responsabilităților erau învestite Biroului Politic și Comitetului său permanent. Membrii acestuia din urmă erau conducerea de vârf atât a partidului, cât și a statului, secretarul general al partidului având efectiv autoritatea unui dictator. Din 1960, mulți dintre ei au servit concomitent în Consiliul de Stat al Germaniei de Est, înlocuindu-l pe președintele Republicii Democrate Germane.
Din punct de vedere ideologic, partidul, încă de la înființare, a aderat la marxism-leninism și a urmărit socialismul de stat, în baza căruia toate industriile din Germania de Est au fost naționalizate și a fost implementată o economie planificată. SED a făcut ca predarea marxism-leninismului și a limbii ruse să fie obligatorie în școli. Walter Ulbricht a fost figura dominantă a partidului și liderul efectiv al Germaniei de Est între 1950 și 1971. În 1953, o revoltă împotriva partidului a fost întâmpinată cu o suprimare violentă de către Ministerul Securității Statului și Armata Sovietică. În 1971, Ulbricht a fost succedat de Erich Honecker, care a prezidat o perioadă stabilă în dezvoltarea RDG până când a fost forțat să demisioneze în timpul revoluției din 1989. Ultimul lider al partidului, Egon Krenz, a eșuat în încercarea sa de a păstra controlul SED asupra guvernării politice în RDG și a fost închis după reunificarea Germaniei.
Aripa reformistă mult suprimată a SED a preluat partidul în toamna anului 1989. În speranța de a-și schimba imaginea, s-a reorganizat ca Partidul Socialismului Democrat (PDS), abandonând marxism-leninismul și declarându-se un partid socialist democratic. A primit 16,4% din voturi la alegerile parlamentare din 1990. În 2007, PDS a fuzionat cu Muncă și Justiție Socială (WASG) formând un nou partid, Stânga (Die Linke), al șaselea partid ca mărime din Parlamentul Germaniei după alegerile federale din 2021. 

## Istorie timpurie
SED a fost fondat la 21 aprilie 1946 prin fuziunea dintre Partidul Social Democrat din Germania (SPD) și Partidul Comunist din Germania (KPD) care își avea refugiul în zona de ocupație sovietică din Germania și în sectorul ocupat de sovietici din Berlin. Istoriile oficiale ale Germaniei de Est și sovietice au descris această fuziune ca pe o punere în comun voluntară a eforturilor partidelor socialiste. Cu toate acestea, există multe dovezi că fuziunea a fost mai tulburată decât este descris în mod obișnuit. Din toate punctele de vedere, autoritățile de ocupație sovietice au exercitat presiuni mari asupra ramurii de est a SPD pentru a fuziona cu KPD. Partidul nou fuzionat, cu ajutorul autorităților sovietice, a câștigat alegerile din 1946 pentru adunările locale și regionale desfășurate în zona sovietică. Cu toate acestea, aceste alegeri s-au desfășurat în condiții mai puțin secrete, dând astfel tonul pentru următoarele patru decenii. În acel concurs, SED a primit mai puțin de jumătate din voturile SPD. Cea mai mare parte a SPD-ului Berlinului a rămas departe de fuziune, chiar dacă Berlinul se afla adânc în interiorul zonei sovietice.
Administrația militară sovietică din Germania (inițialele rusești: SVAG) a guvernat direct zonele de est ale Germaniei după cel de-al Doilea Război Mondial, iar operațiunile lor de informații au monitorizat cu atenție toate activitățile politice. Un raport de informații timpuriu al directorului Administrației de Propagandă al SVAG, locotenent-colonelul Serghei Ivanovici Tiulpanov, indică faptul că foștii membri ai KPD și SPD au creat diferite facțiuni în cadrul SED și au rămas destul de antagonici reciproc pentru ceva timp după formarea noului partid. Raportul a remarcat, de asemenea, dificultăți considerabile în a convinge masele că SED este un partid politic german autentic și nu doar un instrument al forței de ocupație sovietică.

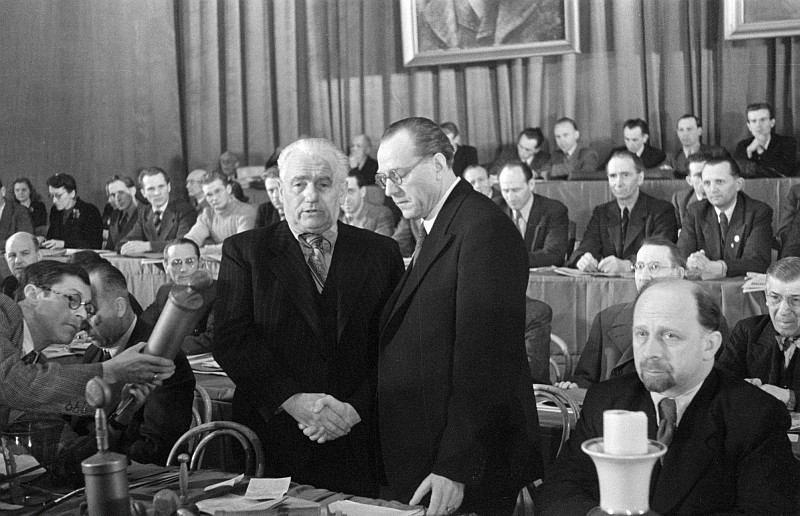
21 aprilie 1946: Otto Grotewohl (dreapta) și Wilhelm Pieck (stânga) oficializează unificarea SPD și KPD cu o strângere de mână simbolică. Walter Ulbricht este așezat în prim-plan la dreapta lui Grotewohl.Avraham Pisarek

Potrivit lui Tiulpanov, mulți foști membri ai KPD și-au exprimat sentimentul că „au renunțat la pozițiile [lor] revoluționare, că singur [KPD] ar fi reușit mult mai bine dacă nu ar fi existat SED și că social-democrații nu trebuie să fie de încredere” (Tiulpanov, 1946). Tiulpanov a mai indicat că a existat o „pasivitate politică” marcată în rândul foștilor membri SPD, care au simțit că sunt tratați incorect și ca membri de clasa a doua de partid de către noua administrație SED. Drept urmare, aparatul de început al partidului SED a devenit frecvent imobilizat efectiv, pe măsură ce foștii membri KPD au început să discute orice propunere, oricât de mică, pe larg cu foștii membri ai SPD, pentru a ajunge la un consens și a nu-i jigni. Informațiile sovietice pretindeau că dețin o listă de nume ale unui grup SPD din cadrul SED care făcea în secret legături cu SPD-ul din Occident și chiar cu autoritățile de ocupație a Aliaților Occidentali.
O problemă pentru sovietici pe care au identificat-o cu SED-ul timpuriu a fost potențialul său de a se dezvolta într-un partid naționalist. La întâlnirile mari de partid, membrii au aplaudat purtătorii de cuvânt care au vorbit despre naționalism mult mai mult decât atunci când au vorbit despre rezolvarea problemelor sociale și egalitatea de gen. Unii au propus chiar ideea de a înființa un stat socialist german independent, liber atât de influența sovietică, cât și de cea occidentală, și de a recâștiga în curând pământul fost german pe care Conferința de la Ialta și, în cele din urmă, Conferința de la Potsdam, l-au (re)alocat Poloniei, URSS, și Cehoslovacia. SED a început să integreze foști membri ai Partidului Nazist la înființare. Cu toate acestea, strategia a fost controversată în cadrul partidului. Prin urmare, SED a înființat Partidul Național Democrat al Germaniei (NDPD) în 1948, ca un partid satelit, care ar putea servi drept grup pentru foștii ofițeri naziști și Wehrmacht. Cu toate acestea, SED a continuat să absoarbă foști membri ai Partidului Nazist. Până în 1954, 27% din toți membrii SED și 32,2% din toți angajații din serviciul public erau foști membri ai Partidului Nazist.
Negociatorii sovietici au raportat că politicienii SED au depășit frecvent limitele declarațiilor politice care fuseseră aprobate de sovietici și au existat unele dificultăți inițiale în care oficialii regionali SED își dau seama că ar trebui să se gândească cu atenție înainte de a se opune pozițiilor politice decise de Comitetul Central de la Berlin.

## Un monopol al puterii
Deși în mod nominal a fost o fuziune între două partide egale, de la început SED a fost dominat de comuniști. Până la sfârșitul anilor 1940, SED a început să-i epureze pe cei mai recalcitranți social-democrați din rândurile sale. Până la înființarea oficială a Germaniei de Est în 1949, SED era un partid comunist cu drepturi depline – în esență KPD sub un nou nume. A început să se dezvolte pe linii similare celorlalte partide comuniste din blocul sovietic.
Deși, în mod nominal, alte partide au continuat să existe, autoritățile de ocupație sovietice le-au forțat să se alăture Frontului Național al Germaniei Democrate, o coaliție nominală de partide care a fost, în toate intențiile și scopurile, controlată de SED. Asigurându-se că comuniștii predominau pe lista de candidați prezentată de Frontul Național, SED a predeterminat efectiv componența organelor legislative în zona sovietică, iar din 1949 în Germania de Est.
De-a lungul anilor, SED și-a câștigat reputația de unul dintre cele mai dure partide din blocul sovietic. Când Mihail Gorbaciov a inițiat reforme în Uniunea Sovietică în anii 1980, SED meținut o linie ortodoxă dură.

## Organizare

### Organizare de bază
Organizația de partid s-a bazat pe instituțiile Republicii Democrate Germane și a fost co-locată cu acestea. Influența sa a stat în urmă și a modelat fiecare fațetă a vieții publice. Partidul cerea fiecărui membru să trăiască după mantra „Acolo unde este un tovarăș, și partidul este acolo” (Wo ein Genosse ist, da ist die Partei). Aceasta a însemnat că organizația de partid a activat în întreprinderile publice industriale și cvasi-comerciale, stațiile de mașini și tractoare, fermele publice și în cooperativele agricole mai mari, mandatate în mod expres să monitorizeze și să reglementeze conducerea operațională a fiecărei instituții.
Cea mai mică unitate organizatorică din partid a fost Grupul de Partid. Membrii grupului au ales unul dintre organizatorii grupului de partid (PGO), pentru a-și asuma responsabilitatea pentru munca de partid. Au fost și un Trezorier, un Agitator și, după mărimea grupului, alți membri asociați incluși în conducerea Grupului de Partid. Acolo unde existau mai multe grupuri de partid care operează într-un singur loc, acestea ar fi combinate într-o organizație departamentală de partid (APO / Abteilungsparteiorganisation) care, la rândul ei, ar avea propria conducere și un secretariat de partid APO.

### Conferința partidului
În mod oficial, Conferința era principala instituție a partidului.
Din ce în ce mai mult, conferințele de partid erau planificate cu precizie la nivel militar. Coregrafia lor a fost întreprinsă cu atenție pentru a se asigura că au fost înțelese ca evenimente sociale de mare profil. Erau mult mai mult decât simple funcții politice. Delegații au fost selectați din organizațiile regionale și secționale de partid conform criteriilor stabilite de Comitetul Central al Partidului. S-a avut grijă de proporțiile femeilor, ale reprezentanților tinerilor, ale membrilor din organizațiile de masă agreate și ale lucrătorilor „exemplari”.

### Secretarii partidului
Secretari de partid au existat la diferite niveluri în cadrul partidului. De obicei, își dețineau funcțiile fără salariu, combinând adesea sarcinile de secretariat de partid cu o funcție salariată. Acolo unde o unitate administrativă de bază a crescut dincolo de o anumită dimensiune, a avut tendința să apară tensiuni între secretarul de partid și colegii membri ai comitetului și, în acest moment, va fi numit un secretar de partid salariat cu normă întreagă. Secretarii de partid în combinate industriale foarte mari și alte instituții importante din punct de vedere economic și-ar combina rolurile de secretariat de partid cu apartenența la un organism mai puternic, aplicând un element structural menținut până la nivelul Comitetului Central al Partidului. Sarcina secretarilor de partid era organizarea muncii politice. Ei au pregătit ședințele de partid și au organizat cursuri politice în parteneriat cu conducerea partidului. Ei au asigurat implementarea și respectarea deciziilor de partid și și-au asumat sarcini generale de raportare și conducere. De asemenea, li s-a cerut să furnizeze un raport lunar despre „Moral și opinii” („Stimmungen und Meinungen”) cu privire la persoanele acoperite de sarcinile lor de secretariat de partid.
Acolo unde munca uneori a atras critici, au existat multe moduri prin care schimbările puteau fi transmise. Acest fapt a stat în spatele birocratizării înfloritoare a aparatului de partid și a prezenței tendințelor staliniste. Secretarii de partid au fost supuși unui proces politic lunar special care a inclus îndrumări instructive și verificare de către reprezentanți ai comitetelor de partid la nivel superior. Alături de responsabilitățile lor de partid, secretarii de partid erau membri ai administrației de stat și și-au asigurat rolul de conducere pe care SED și-a revendicat pentru sine în afaceri și birouri. Deciziile manageriale au fost discutate și în cele din urmă decise în comitetele de partid. Aceasta însemna că un manager, cu condiția să fie membru de partid, s-a angajat să pună în aplicare acele decizii.

### Direcțiile secționale
Unitatea organizatorică de bază dintr-o organizație sau departament a fost plasată sub controlul echipei de conducere secțională a partidului („SED-Kreisleitung”). Au fost în total 262 dintre aceste echipe de conducere secționale, inclusiv câte una pentru Tineretul Liber German (FDJ), Federația Sindicală (FDGB), Ministerul de Externe, Ministerul Comerțului Extern, Organizația Căilor Ferate de Stat, ramurile militare ale Ministerul de Interne, Ministerul Securității Statului (Stasi), Armata Populară Națională, fiecare având o structură politico-administrativă integrată.

### Direcțiile regionale
Structura regională a partidului a început cu cele cincisprezece regiuni ale țării. Structura guvernamentală la nivel regional s-a schimbat dramatic odată cu desființarea adunărilor regionale în 1952, dar fiecare structură administrativă a avut întotdeauna un secretar de partid, aplicând o structură replicată și în structurile administrative de la nivel local. Echipa regională de conducere a partidului („SED Bezirksleitung”/BL) era un organism ales, al cărui membru era neplătit. A lucrat alături de corpul administrativ al funcționarilor plătiți, care erau ocazional și membri ai echipei de conducere a partidului. La nivel regional, echipa de conducere a SED a fost susținută de obicei de un prim-secretar și un al doilea secretar și de o echipă de secretariat responsabilă de „Agitație și propagandă”, economie, știință, cultură și agricultură. Au existat, de asemenea, echipe regionale pentru a urmări echipele regionale ale instituțiilor naționale precum FDJ, FDGB și Comisia de planificare.
Primii secretari ai organizațiilor regionale de partid dețineau o putere semnificativă în regiunile lor respective, unii primi secretari precum Hans-Joachim Böhme sau Hans Albrecht fiind descriși ca despotici, uneori dictatoriali. Primii secretari au fost întotdeauna membri cu drepturi depline ai Comitetului Central și uneori chiar candidați sau membri cu drepturi depline (întotdeauna Primul Secretar din Berlinul de Est) ai Biroului Politic.
| Bezirk                  | Prim-secretar       | În funcție din    | note                                                                                     |
| ----------------------- | ------------------- | ----------------- | ---------------------------------------------------------------------------------------- |
| Bezirk Rostock          | Ernst Timm          | 29 aprilie 1975   |                                                                                          |
| Bezirk Neubrandenburg   | Johannes Chemnitzer | 16 februarie 1963 |                                                                                          |
| Bezirk Schwerin         | Heinz Ziegner       | 28 ianuarie 1974  |                                                                                          |
| Bezirk Potsdam          | Günther Jahn        | 23 ianuarie 1976  |                                                                                          |
| Bezirk Frankfurt (Oder) | Christa Zellmer     | 3 noiembrie 1988  |                                                                                          |
| Bezirk Cottbus          | Werner Walde        | 1 iunie 1969      | Membru candidat al Biroului Politic                                                      |
| Bezirk Magdeburg        | Werner Eberlein     | 15 iunie 1983     | Membru cu drepturi depline al Biroului Politic Membru al Consiliului Național de Apărare |
| Bezirk Halle            | Hans-Joachim Böhme  | 5 mai 1981        | Membru cu drepturi depline al Biroului Politic                                           |
| Bezirk Leipzig          | Horst Schumann      | 21 noiembrie 1970 |                                                                                          |
| Bezirk Dresden          | Hans Modrow         | 3 octombrie 1973  |                                                                                          |
| Bezirk Karl-Marx-Stadt  | Siegfried Lorenz    | Martie 1976       | Membru cu drepturi depline al Biroului Politic                                           |
| Bezirk Erfurt           | Gerhard Müller      | 11 aprilie 1980   | Membru candidat al Biroului Politic                                                      |
| Bezirk Gera             | Herbert Ziegenhahn  | 14 februarie 1963 |                                                                                          |
| Bezirk Suhl             | Hans Albrecht       | 15 august 1968    | Membru al Consiliului Național de Apărare                                                |
| East Berlin             | Günter Schabowski   | 22 noiembrie 1985 | Membru cu drepturi depline al Biroului Politic                                           |
| Wismut                  | Alfred Rohde        | 5 februarie 1971  |                                                                                          |

### Comitetul Central
Când Congresul Partidului nu era în sesiune, Comitetul Central era elementul de conducere al partidului. Puterea era centrată pe Secretariatul Comitetului, care a fost prezidat de un Secretar General, numit Prim Secretar din 1953 până în 1976. Această funcție a fost combinată cu președinția Biroului Politic. Secretarul general până în 1971 a fost Walter Ulbricht: a fost demis de Erich Honecker, care la rândul său a fost demis de Egon Krenz. Spre deosebire de Uniunea Sovietică, SED avea doar „secretari secunzi” la nivel local și regional, dar nu și în Comitetul Central. Acestea fiind spuse, unii membri și secretari ai biroului politic au ocupat un loc neoficial ca numărul doi, în special Karl Schirdewan și apoi Honecker în timpul mandatului lui Walter Ulbricht și Paul Verner, apoi Egon Krenz în timpul mandatului lui Honecker.

În ierarhia politică a RDG, membrii Comitetului Central se situau deasupra miniștrilor guvernamentali.
În iulie 1950, la cea de-a treia Conferință a Partidului, Comitetul Central al SED a fost ales după modelul sovietic, care folosea în acest moment un sistem electoral pe listă unică: majoritatea membrilor executivului partidului în exercițiu au fost înlocuiți. A fost surprinzător faptul că peste 62% dintre noii membri ai Comitetului Central fuseseră membri ai Partidului Comunist (KPD) înainte de fuziunea partidului din 1946. Patru ani mai târziu, au existat puține semne de paritate între KPD și SPD care fusese invocată atunci când SED a fost creat.
Până în 1989, numărul de membri ai Comitetului Central a crescut la 165: erau, de asemenea, 57 de persoane listate ca candidați la calitatea de membru. Toți funcționarii de rang înalt de partid erau reprezentați în ea împreună cu alți înalți oficiali guvernamentali (cu condiția să fie deja membri de partid). Dincolo de funcționarii profesioniști și politicieni, Comitetul a inclus și șefii instituțiilor de conducere și ai combinatelor industriale ale țării, președintele Asociației Scriitorilor din țară, ofițeri militari de rang înalt și veterani de partid.
Comitetul Central al Partidului, reflectând structura generală de putere a țării, a fost în majoritate covârșitor de bărbați: proporția femeilor nu a crescut niciodată peste 15%.

#### Comisia de Control Central a Partidului
Comisia Centrală de Control al Partidului (ZPKK) a fost organul disciplinar suprem al SED care funcționa sub și aleasă de Comitetul Central al SED. Rolul său a fost întărirea conformității și eliminarea opoziției percepute în rândurile partidului, lucrând îndeaproape cu Stasi și Volkspolizei. Avea organisme corespunzătoare la toate nivelurile de partid sub forma Bezirk (BPKK) și Comisiile districtuale de control de partid (KPKK). Printre victimele ZPKK notabile se numără Robert Havemann și Rudolf Herrnstadt.
A existat, de asemenea, o Comisie Centrală de Audit (ZRK) pentru a inspecta finanțele partidului, similar Comisiei Centrale de Audit a PCUS, deși, din cauza jurisdicției sale limitate, semnificația sa practică a fost minoră în comparație cu ZPKK.

#### Biroul Politic al Comitetului Central
Cea mai importantă activitate de zi cu zi a Comitetului Central a fost întreprinsă de Biroul Politic, un cerc restrâns de ofițeri superiori de partid, care cuprindea între 15 și 25 de membri cu drepturi depline, împreună cu aproximativ 10 membri candidați (fără vot). Membrii Biroului Politic au inclus aproximativ zece secretari ai Comitetului Central. Secretarul general al Comitetului Central deținea și președinția Biroului Politic (împreună cu toate celelalte funcții ale sale). Guvernul țării, condus oficial de Consiliul de Miniștri, a servit în mare măsură la punerea în aplicare a deciziilor Biroului Politic. Aceasta însemna că, în timp ce Consiliul de Miniștri era nominal cea mai înaltă autoritate executivă din RDG, în realitate se afla sub controlul permanent al Comitetelor de Partid, structură care asigura „rolul de conducere” al SED. Acest statut a fost precizat în mod expres după modificările constituționale introduse în 1968, care defineau Germania de Est ca un „stat socialist” condus de „clasa muncitoare și partidul său marxist-leninist”. Președintele Consiliului de Miniștri și președintele legislativului național („Volkskammer”) au fost, de asemenea, membri ai Biroului Politic.
Întâlnirile Biroului Politic al Comitetului Central al SED aveau de obicei loc în fiecare marți în sala de conferințe de la etajul 2 al clădirii Comitetului Central de pe Werderscher Markt, începând cu ora 10. Întâlnirile durau de obicei doar 2 ore și includeau de la 10 până la 20 de puncte de pe ordinea de zi. Potrivit foștilor membri ai Biroului Politic Egon Krenz și Günter Schabowski, cei mai mulți membri ai Biroului Politic au avut puține de spus, cu atât mai puține disidențe.

#### Secretariatul Comitetului Central
Secretariatul Comitetului Central s-a întrunit în fiecare miercuri pentru a pune în aplicare deciziile finalizate de Biroul Politic în ziua precedentă și pentru a pregăti ordinea de zi pentru următoarea ședință săptămânală a Comitetului Central. Secretariatul cuprindea secretarii de partid al Comitetului Central. Secretariatul a jucat un rol decisiv în selectarea bomenclaturii Comitetului Central. Membrii nomenclaturii erau deținătorii primelor 300 de funcții în partid și în stat: modificările listei de membri ai nomenclaturii au necesitat aprobarea Secretariatului Comitetului Central.
Secretariatul a fost elementul de legătură între Biroul Politic și Departamentele Comitetului Central. Aceste departamente, ai căror șefi au fost întotdeauna membri cu drepturi depline ai Comitetului Central, au formulat politica pentru partid și, prin urmare, pentru țară, majoritatea departamentelor reflectând ministerele RDG (de exemplu, exista un Minister al Industriei Ușoare și un Minister al Districtului și Industriei Alimentare). Departamentul putea emite de facto ordine obligatorii către ministerele respective, deși de drept acest lucru era posibil doar pentru secretari. O excepție notabilă a fost Ministerul Educației Populare, care nu era sub supravegherea Departamentului Educației Populare, ci direct sub Secretarul General, întrucât ministrul Margot Honecker era soția Secretarului General. Secretarii erau de obicei repartizați în mai multe departamente, de exemplu, de-a lungul existenței RDG, a existat un secretar al economiei.
Ziarul de partid Neues Deutschland a fost organizat ca un departament, redactorul-șef al acestuia având rang de șef de departament. În mod similar, Academia de Partid și Institutul pentru marxism-leninism erau organizate ca departamente, directorii lor având rang de șef de departament.
| Departament                                          | Șef                 | Secretar responsabil |
| ---------------------------------------------------- | ------------------- | -------------------- |
| Agitație                                             | Heinz Geggel        | Joachim Herrmann     |
| Propagandă                                           | Klaus Gäbler        | Joachim Herrmann     |
| Partidele prietene                                   | Karl Vogel          | Joachim Herrmann     |
| Neues Deutschland                                    | Herbert Naumann     | Joachim Herrmann     |
| Informații externe                                   | Manfred Feist       | Hermann Axen         |
| Relațiile internaționale                             | Günter Sieber       | Hermann Axen         |
| Politici și economie internațională                  | Gunter Rettner      | Hermann Axen         |
| Tineret                                              | Gerd Schulz         | Egon Krenz           |
| Sport                                                | Rudolf Hellmann     | Egon Krenz           |
| Afaceri de securitate                                | Wolfgang Herger     | Egon Krenz           |
| Afaceri de stat și juridice                          | Klaus Sorgenicht    | Egon Krenz           |
| Afaceri de cadre                                     | Fritz Müller        | Erich Honecker       |
| Verkehr                                              | Julius Cebulla      | Erich Honecker       |
| Organele partidului                                  | Heinz Mirtschin     | Horst Dohlus         |
| Femeilor                                             | Ingeburg Lange      | Ingeburg Lange       |
| Știință                                              | Johannes Hörnig     | Kurt Hager           |
| Educație                                             | Lothar Oppermann    | Kurt Hager           |
| Cultură                                              | Ursula Ragwitz      | Kurt Hager           |
| Politici sanitare                                    | Karl Seidel         | Kurt Hager           |
| Academia de partid Karl Marx                         | Kurt Tiedke         | Kurt Hager           |
| Institutul pentru marxism-leninism                   | Günter Heyden       | Kurt Hager           |
| Agricultură                                          | Helmut Semmelmann   | Werner Krolikowski   |
| Comerț și aprovizionare                              | Hilmar Weiß         | Werner Jarowinsky    |
| Afaceri bisericești                                  | Peter Kraußer       | Werner Jarowinsky    |
| Planificare și finanțe                               | Günter Ehrensperger | Günter Mittag        |
| Cercetare și dezvoltare tehnică                      | Hermann Pöschel     | Günter Mittag        |
| Sindicate și politici sociale                        | Fritz Brock         | Günter Mittag        |
| Construcții                                          | Gerhard Trölitzsch  | Günter Mittag        |
| Inginerie mecanică și metalurgie                     | Klaus Blessing      | Günter Mittag        |
| Industrii ușoare                                     | Horst Wambutt       | Günter Mittag        |
| Căi ferate, transporturi și comunicații              | Dieter Wöstenfeld   | Günter Mittag        |
| Industrii ușoare, alimentare și gestionate de Bezirk | Manfred Voigt       | Günter Mittag        |
| Management economic socialist                        | Carl-Heinz Janson   | Günter Mittag        |
| Administrare financiară și afaceri de partid         | Heinz Wildenhain    | Edwin Schwertner     |
| Managementul întreprinderilor comerciale             | Günter Glende       | Edwin Schwertner     |

## Congrese

### Primul congres
Primul Congres al Partidului (Vereinigungsparteitag), care s-a reunit la 21 aprilie 1946, a fost congresul de unificare. Acest congres a ales doi copreședinți pentru a conduce partidul: Wilhelm Pieck, fost lider al KPD de est, și Otto Grotewohl, fost lider al SPD-ului din est. Uniunea a fost inițial destinată să se aplice întregii Germanii ocupate. Uniunea a fost respinsă constant în cele trei zone de ocupație vestice, unde ambele partide au rămas independente. Unirea celor două partide a fost astfel în vigoare doar în zona sovietică. SED a fost modelat după Partidul Comunist al Uniunii Sovietice.

### Congresul al doilea
Al 2-lea Congres al partidului s-a reunit în perioada 20-24 iulie 1947. Acesta a adoptat un nou statut de partid și a transformat comitetul executiv al partidului într-un comitet central (Zentralkomitee sau ZK).

### Congresul al treilea
Al 3-lea Congres al partidului s-a reunit în iulie 1950 și a subliniat progresul industrial. Sectorul industrial, care angajează 40% din populația activă, a fost supus unei naționalizări ulterioare, care a avut ca rezultat formarea de „întreprinderi populare” (germană: Volkseigener Betrieb, VEB). Aceste întreprinderi au încorporat 75% din sectorul industrial. În același timp, partidul și-a finalizat transformarea într-un partid mai ortodox în stil sovietic odată cu alegerea lui Walter Ulbricht ca secretar general al partidului.

### Congresul al patrulea
Al 4-lea Congres de partid s-a reunit în perioada 15-21 ianuarie 1963. Congresul a aprobat un nou program de partid și un nou statut de membru al partidului. Walter Ulbricht a fost reales ca prim-secretar al partidului. A fost introdusă o nouă politică economică, mai puternic centralizată – „Noul Sistem Economic”.

### Congresul al cincilea
Prim-secretarul Walter Ulbricht a anunțat „cele zece cerințe ale moralei și eticii socialiste”. În timpul raportului său la cel de-al 5-lea Congres al partidului din 1967, Erich Honecker a cerut revenirea la un sistem economic socialist ortodox, departe de noul sistem economic recent instituit. Dar deplasarea în politica economică în acel an nu poate fi atribuită numai progresului lui Honecker. În ultimele două ierni, RDG a fost afectată de lipsuri de energie și întreruperi în trafic.

### Congresul al șaselea
Din 1971 încoace, congresele au avut loc o dată la cinci ani. Ultimul a fost cel de-al 9-lea Congres al partidului din aprilie 1986. În teorie, congresele de partid stabileau politicile și alegeau conducerea, ofereau un forum pentru discutarea politicilor conducerii și întreprinderea de activități care serveau la legitimarea partidului ca mișcare de masă. Aceștia au fost împuterniciți oficial să adopte atât programul partidului, cât și statutele, să stabilească linia generală a partidului, să aleagă membrii Comitetului Central și membrii Comisiei Centrale de Audit și să aprobe raportul Comitetului Central. Între congrese, Comitetul Central putea convoca o conferință de partid pentru a rezolva problemele de politică și personal.
În primăvara anului 1971, al 6-lea Congres a anulat unele dintre programele asociate cu epoca Ulbricht și a subliniat problemele sociale și economice pe termen scurt. SED a folosit ocazia pentru a-și anunța disponibilitatea de a coopera cu Germania de Vest și Uniunea Sovietică pentru a ajuta la rezolvarea unei varietăți de probleme internaționale, în special a viitorului statut politic al Berlinului. O altă dezvoltare majoră inițiată la congres a fost o întărire a Consiliului de Miniștri pe cheltuiala Consiliului de Stat; această schimbare a jucat ulterior un rol important în administrarea programului „Main Task”. SED a mai proclamat că un accent mai mare va fi acordat dezvoltării unei „culturi naționale socialiste” în care rolul artiștilor și scriitorilor va fi din ce în ce mai important. Honecker a fost mai precis cu privire la poziția SED față de intelectualitate la Plenul a IV-a al Comitetului Central, unde a declarat: „Atâta timp cât se pleacă de la poziția fermă a socialismului, în opinia mea nu pot exista tabuuri în domeniul artei. și literatură. Acest lucru se aplică la întrebările de conținut, precum și de stil, pe scurt la acele întrebări care constituie ceea ce se numește măiestrie artistică”.

### Al șaptelea congres

Steagul roșu al SED poartă sigla SED, care înfățișează strângerea de mână dintre comunistul Wilhelm Pieck și social-democratul Otto Grotewohl, când partidele lor s-au fuzionat în 1946.

Al 7-lea Congres al Partidului din mai 1976 poate fi privit ca un punct de mijloc în dezvoltarea politicii și programelor SED. Majoritatea obiectivelor sociale și economice anunțate la cel de-al 7-lea Congres fuseseră atinse; cu toate acestea, absența unei declarații definitive cu privire la eforturile viitoare de îmbunătățire a condițiilor de muncă și de viață ale populației s-a dovedit a fi o sursă de îngrijorare. SED a căutat să remedieze aceste probleme prin anunțarea, împreună cu Consiliul de Miniștri și conducerea FDGB, a unui program specific de ridicare a nivelului de trai. Al 9-lea Congres a inițiat o linie dură în sfera culturală, care a contrastat cu politica de deschidere și toleranță enunțată la congresul anterior. La șase luni după cel de-al 7-lea Congres, de exemplu, guvernul RDG a retras permisiunea cântărețului Wolf Biermann de a locui în Germania de Est. Congresul a subliniat, de asemenea, faptul că Germania de Est a obținut recunoaștere internațională în anii care au trecut. Implicarea tot mai mare a Germaniei de Est atât în sistemul economic est-european, cât și în economia globală a reflectat noul său statut internațional. Acest statut internațional și poziția diplomatică și politică îmbunătățită a țării au fost domeniile majore subliniate de acest congres. Al 7-lea Congres al partidului a servit, de asemenea, ca un forum pentru examinarea provocărilor viitoare cu care se confruntă partidul în politica internă și externă. Pe frontul politicii externe, evenimentele majore au fost diverse discursuri ținute de reprezentanți ai partidelor marxiste-leniniste vest-europene, în special în italiană, spaniolă și franceză, toate exprimând în diferite moduri diferențe ideologice cu Uniunea Sovietică. În același timp, deși a permis să se audă puncte de vedere diferite, SED a respins multe dintre aceste critici în lumina efortului său de a menține relația specială cu Uniunea Sovietică subliniată de Honecker. Un alt punct major de accent la congres a fost problema distensiunii intergermane. Pe partea est-germană, beneficiile au fost mixte. Regimul RDG a considerat beneficiile economice drept un avantaj major, dar partidul a privit cu îndoială creșterea rapidă a călătoriilor către și prin RDG de către vest-germani. Alte probleme apărute în urma relației în expansiune cu Germania de Vest au inclus conflictul dintre Bonn și Berlinul de Est privind drepturile și privilegiile corespondenților de știri vest-germani din Germania de Est; tulburările sociale generate de sistemul „în două monede”, în care cetățenilor est-germani care dețineau mărcile D vest-germane li se acorda privilegiul de a cumpăra bunuri de lux rare de la magazinele speciale de valută (Intershops); și argumentele în curs cu privire la problema cetățeniei separate pentru cele două state germane, pe care SED a proclamat-o, dar pe care guvernul Germaniei de Vest a refuzat să le recunoască până în 1987.
În timpul celui de-al 7-lea Congres, SED a răspuns, de asemenea, la o parte din entuziasmul și neliniștea publică care au apărut în urma semnării Acordurilor de la Helsinki, documentele privind drepturile omului emise la întâlnirile din 1975 ale Conferinței pentru Securitate și Cooperare în Europa. Înainte de convocarea congresului, SED a condus o „dezbatere populară” pentru a exprima în mod deschis preocupările publice legate de responsabilitatea Germaniei de Est în onorarea documentului final al conferinței de la Helsinki.

### Al optulea congres
Al 8-lea Congres, care a avut loc în aprilie 1981, a celebrat status quo-ul; reuniunea l-a reales în unanimitate pe Honecker în funcția de secretar general și nu au existat surprize electorale, deoarece toți titularii, cu excepția bolnavului Albert Norden, în vârstă de 76 de ani, au fost returnați la Politbüro și la Secretariat. Congresul a subliniat importanța politicilor care au fost introduse sau subliniate la cele două congrese anterioare și care au dominat viața est-germană în anii 1970. Ca și în trecut, Honecker a subliniat importanța legăturilor cu Uniunea Sovietică. În remarcile sale de încheiere, el a declarat: „Partidul nostru, SED, este legat pentru totdeauna de partidul lui Lenin, [PCUS]”. O delegație condusă de ideologul șef al partidului Mihail Suslov, membru al Biroului Politic al PCUS, a reprezentat PCUS la congresul SED. Honecker a reiterat pozițiile anterioare cu privire la relația dintre cele două state germane, subliniind că acestea sunt două state suverane care s-au dezvoltat pe linii diferite de la cel de-al Doilea Război Mondial și că diferențele lor trebuiau respectate de ambele părți, în timp ce ele continuă eforturile spre coexistență pașnică, în ciuda faptului că apartenența la alianțe antagonice. În discursurile sale, Honecker, împreună cu alți oficiali SED, a acordat mai multă atenție țărilor din Lumea a Treia decât a făcut-o în trecut. Honecker a menționat numărul în continuă creștere de tineri din țările africane, asiatice și latino-americane care au primit studii superioare în Germania de Est și s-a referit la multe mii de oameni din acele țări care au fost formați ca ucenici, muncitori calificați și instructori. de echipe din Germania de Est.
Cea mai mare parte a raportului Comitetului Central susținut în ședința de deschidere a congresului de către secretarul general a discutat despre progresul economic și social realizat în cei cinci ani de la cel de-al 9-lea Congres. Honecker a detaliat creșterea producției agricole și industriale a perioadei și progresul social rezultat, deoarece, în cuvintele sale, țara a continuat „pe calea socialismului și comunismului”. Honecker a cerut o productivitate și mai mare în următorii cinci ani și a căutat să stimuleze inițiativa și productivitatea individuală, recomandând o politică a muncii care să răsplătească cei mai meritori și mai productivi membri ai societății.

### Al nouălea congres
Al 9-lea Congres, desfășurat în perioada 17-21 aprilie 1986, a susținut fără echivoc partidul și pe Honecker, pe care i-a confirmat pentru încă un mandat ca șef de partid. SED și-a sărbătorit realizările ca „partid cu cel mai mare succes de pe pământul german”, a lăudat Germania de Est ca „un stat socialist stabil din punct de vedere politic și eficient din punct de vedere economic” și și-a declarat intenția de a-și menține cursul politic actual. Succesele Germaniei de Est, prezentate ca un triumf personal pentru Honecker, au marcat un punct culminant în cariera sa politică. Prezența lui Mihail Gorbaciov la congres a susținut cursul politic al lui Honecker, care a fost, de asemenea, consolidat de unele remanieri a conducerii partidului. În general, al 9-lea Congres a arătat încredere în rolul Germaniei de Est ca cea mai puternică economie și cea mai stabilă țară din Europa de Est. Gorbaciov a lăudat experiența est-germană ca dovadă că planificarea centrală ar putea fi eficientă și funcțională în anii 1980.

Declarațiile oficiale pe tema politicii externe au fost mixte, în special în ceea ce privește relațiile Germaniei de Est cu Germania de Vest și restul Europei de Vest. Apărarea de către Honecker a politicii sale de „dialog constructiv” a apărut în ton cu propriile apeluri ale lui Gorbaciov pentru dezarmare și detensionare în Europa. Cu toate acestea, conducerea SED a precizat fără echivoc că politica sa externă, inclusiv relațiile cu Germania de Vest, va rămâne strâns coordonată cu cea a Moscovei. Deși critica lui Honecker la adresa Germaniei de Vest a fost discretă, cea a lui Gorbaciov a fost ascuțită, atacând participarea lui Bonn la Inițiativa Strategică de Apărare a Statelor Unite și presupusul „revanșism” din Germania de Vest. Cu toate acestea, după o rundă finală de discuții cu Gorbaciov, Honecker a semnat un comunicat dur care ataca în mod deschis politicile guvernului vest-german. În ansamblu, declarațiile lui Gorbaciov sugerau că accentul pe politica externă va fi pus pe o politică externă comună la care toți membrii Pactului de la Varșovia sub conducerea sovietică. Până la cel de-al 9-lea Congres al partidului, liderii est-germani susțineau că statele mici și mijlocii au un rol semnificativ de jucat în afacerile internaționale. Ca urmare a presiunii sovietice, astfel de declarații au dispărut din comentariile est-germane privind politica externă.

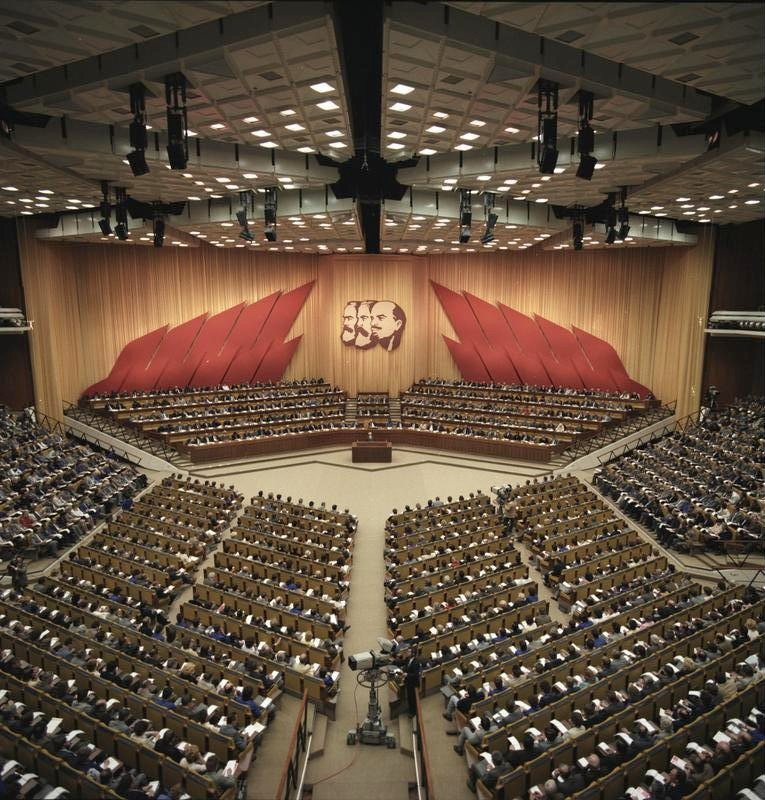
Al 11-lea Congres la Palast der Republik, Berlinul de Est

## Ultimele zile: prăbușirea SED

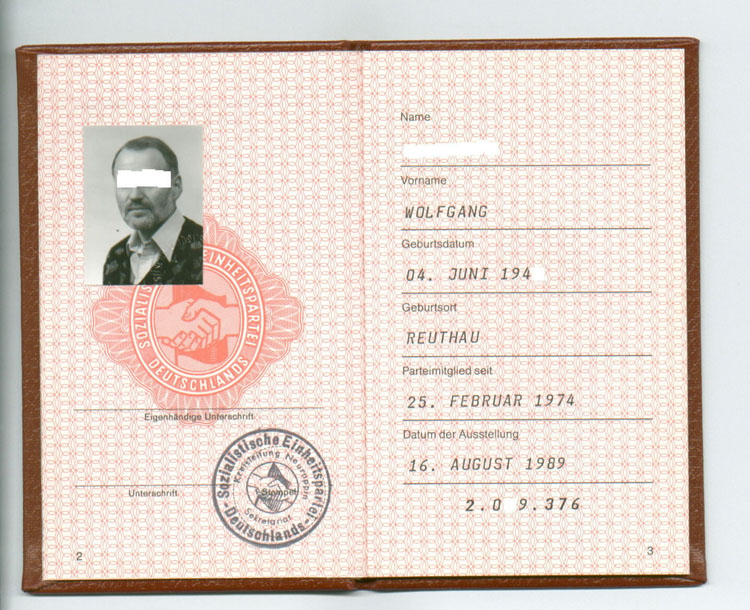
Un carnet de partid al unui membru

În ziua împlinirii a 40 de ani de la înființarea RDG, 7 octombrie 1989, vechiul Partid Social Democrat a fost refondat ilegal. În restul lunii octombrie au avut loc proteste larg răspândite în toată țara, inclusiv în Berlinul de Est și Leipzig. La o reuniune specială a Biroului Politic din 18 octombrie, Honecker a fost exclus din funcția de secretar general și înlocuit de Egon Krenz, liderul numărul doi al partidului. Krenz a încercat să se înfățișeze ca un reformator, dar puțini l-au crezut. Era aproape la fel de detestat ca și Honecker însuși și majoritatea populației și-a amintit că cu doar patru luni mai devreme, el plecase în China pentru a mulțumi regimului de acolo pentru suprimarea din Piața Tiananmen. Krenz a avut câteva încercări de a ajusta politica statului. Cu toate acestea, el nu a putut (sau nu ar fi vrut) să satisfacă cererile tot mai mari ale oamenilor de libertate sporită.
Unul dintre eforturile regimului de a opri valul a sfârșit prin a fi glasul morții. Pe 9 noiembrie, Biroul Politic al SED a elaborat noi reglementări de călătorie care să permită oricărei persoane care dorea să viziteze Germania de Vest să o facă trecând granițele Germaniei de Est cu permisiunea oficială. Cu toate acestea, nimeni nu i-a spus purtătorului de cuvânt neoficial al partidului, șeful partidului Berlin de Est, Günter Schabowski, că reglementările vor intra în vigoare în după-amiaza următoare. Când un reporter l-a întrebat când vor fi în vigoare reglementările, Schabowski a presupus că acestea erau deja în vigoare și a răspuns: „Din câte știu eu — în vigoare imediat, fără întârziere”. Aceasta a fost interpretată pe scară largă ca o decizie de deschidere a Zidului Berlinului. Mii de berlinezi de est s-au înghesuit la Zid, cerând să fie lăsați să treacă. Nepregătiți și nedispuși să folosească forța, gardienii au fost rapid copleșiți și i-au lăsat să treacă porțile spre Berlinul de Vest.
Căderea Zidului a distrus SED din punct de vedere politic. La 1 decembrie 1989, parlamentul RDG (Volkskammer) a abrogat clauza din Constituția RDG care definea țara ca stat socialist sub conducerea SED, punând astfel capăt oficial guvernării comuniste în Germania de Est. La 3 decembrie 1989, întregul Comitetul Central și Biroul Politic, inclusiv Krenz, și-au dat demisia.

## Renașterea ca PDS
Unii membri mai tineri ai SED fuseseră receptivi la reformele lui Gorbaciov, dar mai mult sau mai puțin fuseseră suprimați până la evenimentele din 1989. La scurt timp după ce SED a abandonat puterea, Gregor Gysi, un reformist, a fost ales în noul post de președinte al partidului. În primul său discurs, Gysi a recunoscut că SED este responsabil pentru problemele economice ale țării - respingând astfel tot ceea ce a făcut partidul din 1949. De asemenea, a declarat că partidul trebuie să adopte o nouă formă de socialism. Pe măsură ce decembrie a trecut, cei mai mulți dintre cei care susțineau o linie dură în partid - inclusiv Honecker, Krenz și alții - au fost alungați, deoarece partidul a făcut o încercare disperată de a-și schimba imaginea. Până la un congres special din 16 decembrie, SED nu mai era un partid marxist-leninist. Pentru a se distanța de trecutul său represiv, partidul a adăugat numelui său „Partidul Socialismului Democrat” (PDS). La 4 februarie 1990, ceea ce a rămas din partid a fost redenumit doar PDS. La 18 martie 1990, PDS-ul a fost înfrânt în primele – și după cum s-a dovedit, singurele – alegeri libere din RDG; coaliția Alianța pentru Germania, condusă de Uniunea Creștin Democrată (CDU), a câștigat pe o platformă de reunificare rapidă cu Occidentul.
SED a sechestrat bani în străinătate în conturi secrete, inclusiv unele care au apărut în Liechtenstein în 2008. Aceștia au fost returnați guvernului german, deoarece PDS a respins pretențiile privind activele SED de peste mări în 1990. Marea majoritate a activelor SED interne au fost transferate guvernului RDG înainte de unificare. Problemele juridice legate de taxele întârziate eventual datorate de PDS pe activele fostului SED au fost în cele din urmă soluționate în 1995, când un acord între PDS și Comisia Independentă pentru Proprietatea Partidelor Politice și Organizațiilor de Masă din RDG a fost confirmat de Curtea Administrativă din Berlin.
PDS a supraviețuit reunificării Germaniei. A fost reprezentat în Bundestag fără întrerupere până în 2007, iar în cele din urmă a început să crească din nou. A rămas influent în fosta Germanie de Est, în special la nivel de stat și local. A fost important în abordarea problemelor est-germane și a problemelor sociale. În 2007, PDS a fuzionat cu partidul Muncă și Justiție Socială – Alternativa Electorală (WASG) din vest pentru a crea noul partid Stânga (Die Linke), care a avut ca rezultat o acceptare mai mare în landurile de vest, partidul fiind acum și reprezentat. în parlamentele din Schleswig-Holstein, Saxonia Inferioară, Bremen, Renania de Nord-Westfalia, Saarland, Hesse și Hamburg.

## Filiala din Berlinul de Vest
Inițial, SED a avut o filială în Berlinul de Vest, dar în 1962 acea filială a devenit un partid separat numit Partidul Unității Socialiste din Berlinul de Vest (Sozialistische Einheitspartei Westberlins – SEW). Partidul și-a schimbat numele în Inițiativa Socialistă (Sozialistische Initiative) în aprilie 1990, apoi s-a dizolvat în iunie 1991, o parte din membrii săi aderând ulterior la Partidul Socialismului Democrat.

## Secretari generali ai Comitetului Central al Partidului Unității Socialiste
| # | Imagine                    | Nume                        | A preluat funcția | A părăsit funcția |
| --- | -------------------------- | --------------------------- | ----------------- | ----------------- |
| Copreședinți ai Partidului Unității Socialiste Vorsitzende der Sozialistischen Einheitspartei Deutschlands                                                       |                            |                             |                   |                   |
| |                            | Wilhelm Pieck (1876–1960)   | 22 aprilie 1946   | 25 iulie 1950     |
| | Otto Grotewohl (1894–1964) |                             | 22 aprilie 1946   | 25 iulie 1950     |
| Secretar General al Comitetului Central (intitulat ca Prim-Secretar al Comitetului Central între 1953–1976) Generalsekretär/Erster Sekretär des Zentralkommitees |                            |                             |                   |                   |
| 1 |                            | Walter Ulbricht (1893–1973) | 25 iulie 1950     | 3 mai 1971        |
| 2 |                            | Erich Honecker (1912–1994)  | 3 mai 1971        | 18 octombrie 1989 |
| 3 |                            | Egon Krenz (1937–)          | 18 octombrie 1989 | 3 decembrie 1989  |
| Președinte (de onoare) al Comitetului Central Vorsitzender des Zentralkommitees                                                                                  |                            |                             |                   |                   |
| |                            | Walter Ulbricht (1893–1973) | 3 mai 1971        | 1 august 1973     |